# Hieracium heldreichii
Hieracium heldreichii es una especie de planta con flor del género Hieracium, de la familia Asteraceae, orden Asterales.

## Distribución
Hieracium heldreichii se distribuye por Bulgaria, Grecia, Kriti y exYugoslavia.

## Taxonomía
Fue descrita científicamente por Boiss.
Tratamiento taxonómico
La especie aparece registrada y publicada en Diagn. Pl. Orient., ser. 2.